# Ilha das Cobras (Rio de Janeiro)
A Ilha das Cobras fica no interior da Baía de Guanabara, na cidade do Rio de Janeiro, estado do Rio de Janeiro, no Brasil.

## História
Inicialmente denominada como Ilha das Cabras ("Ile des Chèvres") pelos colonizadores da França Antártica, foi doada pelo Governador da Capitania do Rio de Janeiro, Estácio de Sá (1565-1567), por Carta de Sesmaria datada de 6 de setembro de 1565, a Pedro Rodrigues, que nela fez roçados de mantimentos.
Encontra-se identificada no Mapa da Baía de guanabara do Rio de Janeiro, no Roteiro de Todos os Sinais… (Luís Teixeira, 1574) como Ilha da Madeira.
A denominação Ile des Chèvres encontra-se referida no mapa de Jacques de Vau de Claye ("Le vrai pourtrait de Geneure et der cap de Frie par Jqz de vau de Claye", 1579. Bibliothèque Nationale de France, Paris).
Em 1583, passou para a propriedade de João Gutierrez Valério, mercador de escravos, que a utilizou como depósito de sua mercadoria. Pouco depois, em 1589, diante da falência do comerciante, a ilha foi adquirida em hasta pública pelos monges do vizinho Mosteiro de São Bento por $ 15.300 réis[carece de fontes?]. A partir de então, passou a ser também denominada como Ilha dos Monges. A atual denominação de Ilha das Cobras encontra-se pela primeira referida na "Crônica" do Mosteiro de São Bento, onde se justifica:
"Esta ilha era como a que chamão Rubraria no mar de Tarragona, porque tinha em si infinitas cobras e essas muy peçonhentas, e por isso lhe puserão por nome a ilha das Cobras. Depois que foy de S. Bento se vião lançar muitas ao mar e nadar pera a parte do Mosteiro. Depois que erão tantas que muitas vezes se achavão agasalhadas nos leitos, porem nunca fizerão mal algù, e em breve tempo se extinguirão de todo."
Encontra-se figurada no mapa do neerlandês Nicolas Van Geelkerken, que entre 1622 e 1623 percorreu a costa da capitania do Rio de Janeiro, informando-se sobre as suas fortificações, guarnições e seus apetrechos de defesa. Nele a ilha aparece identificada como ilha dos Monges.
No contexto da Guerra Luso-Neerlandesa o Brasil havia sido classificado como objectivo estratégico para a recém-criada Companhia Neerlandesa das Índias Ocidentais (WIC), atraída não apenas pela riqueza proporcionada pela agroindústria do açúcar, como também pelas madeiras nobres, o couro, o tabaco e o algodão.
A partir de 1624, ano da conquista neerlandesa da capital do Brasil, Salvador na capitania da Bahia, os rumores de uma possível invasão ao Rio de Janeiro provocaram pânico. Os muros da cidadela no morro do Castelo foram reforçados (uma parte em taipa de pilão e a outra em pedra e cal), e cercados por trincheiras.
Data desse contexto, quando da segunda gestão do governador Martim Correia de Sá (1623-1632), a fortificação da ilha das Cobras, onde foi principiada a Fortaleza de São José da Ilha das Cobras, nesse mesmo ano. Tratava-se de uma fortificação de pequenas dimensões, sem maiores recursos em termos de defesa, mas erguida em privilegiada posição estratégica, entre o morro de São Bento e o Forte de São Tiago da Misericórdia, dominando o antigo ancoradouro da cidade.
Posteriormente, no contexto da segunda das invasões holandesas do Brasil, quando do assalto de Maurício de Nassau a Salvador (14 de abril de 1638), essa tentativa, aliada aos temores de possíveis ataques de corsários ingleses e franceses ao Rio de Janeiro, levaram o governador Salvador Correia de Sá e Benevides, filho de Martim Correia de Sá, a erguer uma nova fortaleza no que restou da primitiva Fortaleza de São José, utilizando-se da mão-de-obra dos indígenas sob a tutela do Mosteiro de São Bento. A nova fortificação foi concluída em 1639, sendo rebatizada como Forte de Santa Margarida da Ilha das Cobras, em honra a Margarida de Saboia, Duquesa de Mântua, que governava Portugal em nome de Filipe IV de Espanha, no contexto da Dinastia Filipina.
A terceira fortaleza construída na ilha foi o chamado Baluarte de Santo Antônio, tendo os seus trabalhos se estendido de 1702 a 1709. Este baluarte tinha a função de cruzar fogos com o Forte de Santiago, na defesa do antigo porto do Rio de Janeiro.
Deste período, dispomos da Planta do Forte de Santa Margarida (1710-1711) de autoria do sargento-mor Pedro Gomes Chaves, onde se encontram identificadas, na parte alta da ilha, a Fortaleza de Santa Margarida e o Baluarte de Santo Antônio.
Diante da bem sucedida invasão francesa do Rio de Janeiro pelo corsário francês René Duguay-Trouin (1711), foi identificada a necessidade da construção de uma nova fortaleza na Ilha das Cobras.
Entretanto, apenas a partir de 1725, o governador Luís Vaía Monteiro obteve os recursos necessários para construir essa nova fortificação, diante da necessidade de proteção dos carregamentos de ouro (e, subsequentemente, de diamantes) para o reino, a partir do porto do Rio. O engenheiro militar José da Silva Paes, enviado para o Brasil, onde se destacaria na fortificação da ilha de Santa Catarina, idealizou um novo projeto defensivo, pelo qual tornava inacessíveis as escarpas da ilha, dando-lhe um aspecto de um castelo elevado. Desse modo, a defesa da ilha ficou integrada por três fortes: o de Santa Margarida, que voltou a se chamar de São José, compreendendo as edificações de serviço (Casa do Governador, capela, casa da pólvora e corpo da guarda); o do Pau da Bandeira, no centro; e o de Santo Antônio, na ponta alongada e mais baixa, na direção da Ilha dos Ratos (hoje Ilha Fiscal). Esse projeto pode ser observado na Planta da Fortaleza do Patriarca São José da Ilha das Cobras (Engenheiro-Mor José da Silva Paes, 1736).
Esse conjunto encontrava-se em operação, conforme indicado no Plano de Marinha da frente da cidade do Rio de Janeiro com as suas fortificações e a fortaleza da Ilha das Cobras, datado de 1790.
Finalmente, no contexto da Guerra Peninsular e da chegada da Família Real Portuguesa ao Brasil, e subsequente conquista da Guiana Francesa pelas forças da Brigada Real da Marinha, origem do Corpo de Fuzileiros Navais, esta tropa foi aquartelada na Fortaleza de São José da Ilha das Cobras em 21 de Março de 1809, onde se encontram até aos nossos dias.
Atualmente, a ilha abriga o complexo do Arsenal de Marinha do Rio de Janeiro (AMRJ), o Hospital Central da Marinha, o Centro de Perícias Médicas da Marinha, o Comando Geral do Corpo de Fuzileiros Navais, o Presídio da Marinha, o Serviço de Documentação da Marinha e Diretorias Especializadas de Intendência, sob a responsabilidade da Marinha de Guerra do Brasil. Abriga também a Empresa Gerencial de Projetos Navais.